# ژروم گری
ژروم گری (فرانسوی: Jérôme Guery‎؛ زادهٔ ۲۴ ژوئیهٔ ۱۹۸۰) سوارکار اهل بلژیک است.
وی در مسابقات کشوری و بین‌المللی در مجموع برندهٔ ۱ مدال طلا، ۱ مدال برنز شده‌است.